# Golly! Ghost!
Golly! Ghost! (ゴーリー! ゴースト!?, Gorī! Gōsuto!) è un videogioco arcade sviluppato nel 1990 da Namco.
Funzionante su Namco System 2, il videogioco era costituito da un diorama dotato di porte meccaniche da cui appaiono alcuni fantasmi. Tramite light gun è possibile colpire i nemici e riscuotere biglietti al termine del gioco. Il punteggio e il tempo a disposizione sono mostrati in uno schermo LCD separato.
Del videogioco esiste un seguito dal titolo Bubble Trouble: Golly! Ghost! 2 (バブルトラブル: ゴーリー! ゴースト! 2?, Baburu Toraburu: Gorī! Gōsuto! Tsu) in cui l'obiettivo è colpire creature acquatiche. Nel 1996 è stato inoltre prodotto un videogioco rompicapo per Microsoft Windows.
I personaggi di Golly! Ghost! appaiono infine in un webcomic di Chris Eliopoulos realizzato nell'ambito del progetto ShiftyLook.